# Smålands runinskrifter 91
Sm 91 är en vikingatida runsten i Jönköpings stadspark i Jönköping, Småland. Stenen är av granit, är cirka 1,5 meter hög och stod ursprungligen i Slättåkra innan den flyttades till Stadsparken 1907.

## Inskriften
Translitterering av runraden:
: heli : risti : sin : þesi : eftiʀ · ausr : sun : sin :
Normalisering till runsvenska:
Hælgi/Hæli ræisti stæin þennsi æftiʀ Assur(?)/Austr(?), sun sinn.
Översättning till nusvenska:
Helge reste denna sten efter Assur, sin son